# Dirck Hartog

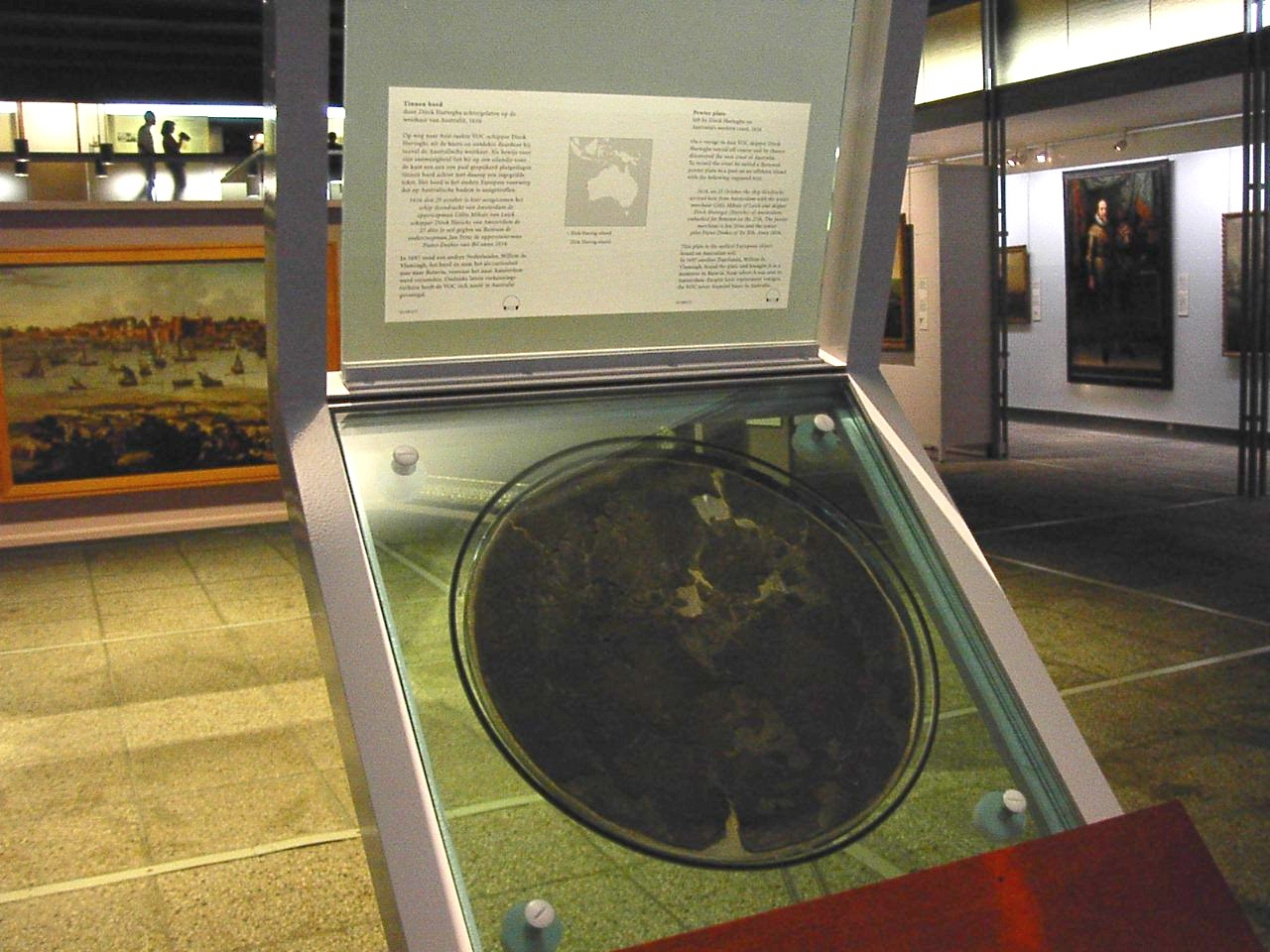
Cínová deska Dircka Hatroga v Rijksmuseum Amsterdam

Dirck Hartog (30. října 1580, Amsterdam – 11. října 1621, tamtéž) byl nizozemský námořník a cestovatel. V roce 1616 byl druhým Evropanem, který spatřil australský kontinent. Prvním byl jeho krajan Willem Janszoon v roce 1605.

## Popis cesty
Narodil se do námořnické rodiny. V roce 1610 poprvé dostal možnost velet lodi. Krátce na to získal zaměstnání u nizozemské Východoindické společnosti, která ho jmenovala velitelem lodi Eendracht. V roce 1616 se plavil z Nizozemska do Nizozemské východní Indie. Proplul kolem mysu Dobré naděje. Odtud vyplul přes Indický oceán do Batavie. Silný vítr ho zahnal mimo kurz a dne 25. října 1616 přistál přibližně na 26° jižní šířky u ostrovů západní Austrálie, které nebyly obydlené. Ostrovy nazval Shark Bay, a jeho jméno nese největší ostrov. Poté doplul až na pobřeží kontinentu, které nazval Zemí Eendracht po jejich lodi. Protože pobřeží bylo pusté, zdržel se zde pouze tři dny, které věnoval zkoumání okolí. Před odplutím na pobřeží zanechal cínovou desku, která se dnes nazývá Hartogův talíř s popisem jeho návštěvy u pobřeží. Po vyplutí zamířil podél neznámého pobřeží západní Austrálie k severu přibližně k 22° jižní šířky, pak opustil pobřeží a pokračoval na sever do Batávie, kam doplul v prosinci 1616 s pětiměsíčním zpožděním. Po návratu do Amsterodamu v roce 1617 pokračoval ve svých soukromých obchodech v Baltském moři.

Ostrovy Shark Bay objevené Dirckem Hartogem, které dnes nesou jeho jméno Dirk Hartog Island

O osmdesát let později v roce 1696 nizozemský průzkumník Willem de Vlamingh přistál na ostrovech Dirk Hartog Island a náhodou našel desku, kterou zde zanechal Hartoog. Ležela z poloviny v písku. Willem de Vlamingh ji nahradil novou deskou, která reprodukovala původní nápis a Vlamingh přidal vlastní poznámky. Originál vzal s sebou zpět do Amsterodamu, kde je dnes umístěna v Rijksmuseum Amsterdam.